# Bogumiła Suska
Bogumiła Suska (ur. 26 marca 1963 w Koźli) – polska kulomiotka, mistrzyni i reprezentantka Polski.

## Kariera sportowa
Była zawodniczką Zrywu Zielona Góra i AZS Wrocław.
Na mistrzostwach Polski seniorek na otwartym stadionie zdobyła w pchnięciu kulą trzy medale, w tym jeden złoty (1984) i dwa brązowe (1983, 1985). Na halowych mistrzostwach Polski seniorek zdobyła w tej samej konkurencji pięć medali, w tym jeden złoty (1985), dwa srebrne (1983, 1984) i dwa brązowe (1986, 1987).
Reprezentowała Polskę w finale A Pucharu Europy w 1983 (8. miejsce, z wynikiem 15,58) i 1985 (8. miejsce, z wynikiem 15,08).
Rekord życiowy w pchnięciu kulą: 16,37 (16.02.1985 – w hali).